# 杭州植物园
杭州植物园位于浙江省杭州市西湖区西湖西北的桃源岭，北邻浙大玉泉校区，占地248.46公顷。1955年成立筹委会，1965年7月正式成立，余森文任首任主任。隶属于杭州市园林文物管理局。海拔10-165m之间。土壤属红壤和黄壤。现园内有国内外植物3458种，隶属于223科、1209属。